# 彭、罗、陆、杨反党集团案
彭、罗、陆、杨事件，也称彭、罗、陆、杨集团案，是1966年5月中共中央政治局扩大会议立案的彭真、罗瑞卿、陆定一、杨尚昆所谓“阴谋反党集团”的事件，是林彪在文化大革命期间制造的第一期内部陷害案事件。

## 概述
1966年5月4日至5月24日，中共中央政治局召开了扩大会议，对彭真、罗瑞卿、陆定一、杨尚昆进行批判。其中：
- 彭真，主要是主持制定了《二月提纲》，抵制了对《海瑞罢官》的批判。
- 罗瑞卿：抵制了林彪所宣扬的个人崇拜、抵制“突出政治”运动。
- 陆定一：其夫人严慰冰多次写匿名信，反对林彪、叶群；反对林彪“活学活用”；同彭真一起抵制对《海瑞罢官》的批判。
- 杨尚昆：因为牵连中办机要室的窃听器事件[2]。

5月23日，中共中央政治局扩大会议决定：停止彭真、陆定一、罗瑞卿的中央书记处书记的职务，停止杨尚昆中央书记处候补书记的职务，撤销彭真的中共北京市委第一书记和市长的职务；撤销陆定一中央宣传部部长的职务。8月，中共八届十一中全会决定，批准政治局扩大会议关于彭、罗、陆、杨四个人的决定。
文化大革命结束后，中共中央于1979年2月、6月、1980年5月、10月分别为彭真、陆定一、罗瑞卿、杨尚昆作出了彻底平反的决定。